# Edouard Fesinger
Edouard Fesinger (n. secolul al XIX-lea) a fost un trăgător de tir ce a reprezentat Belgia, medaliat olimpic. A participat la o ediție a Jocurilor Olimpice (1920) în care a câștigat o medalie de argint.

## Participări
Lista de mai jos prezintă principalele competiții la care a participat Edouard Fesinger de-a lungul carierei.
- shooting at the 1920 Summer Olympics – men's team trap[*]